# Polycarpe Ier de Byzance
Polycarpe Ier est selon l'Église orthodoxe, évêque de Byzance de 69 à sa mort en 89, sur foi d'une légende du Xe siècle dont le patriarche Photios Ier de Constantinople est peut-être l'auteur. Selon la tradition chrétienne, il aurait été exécuté pendant ce qui est improprement appelé « la Persécution de Domitien », ce qui placerait sa mort quelques années après 89. Ses reliques sont déposées dans la cathédrale d'Argyropolis.